# Rockaway Park Shuttle

Mapa linii

Rockaway Park Shuttle – linia wahadłowa metra nowojorskiego w dzielnicy Queens. Łączy się z linią A na stacji Broad Channel. Ten pociąg świadczy usługi w południowej części półwyspu Rockaway, ze stacją końcową w Rockaway Park – Beach 116th Street.